# IBM 650
IBM 650 var en af IBM’s første computere, og den var verdens første masseproducerede computer. IBM 650 blev annonceret i 1953, som en billig lillebror til IBM 701. IBM 650 blev leveret på leje-basis til en pris af 3-4.000 US$ pr måned. Den første maskine blev leveret i december 1955, og IBM leverede inden for det første år 120 maskiner og skrev kontrakt på yderligere 750. Frem til 1962 leverede IBM mere end 2000 IBM 650, og maskinen blev kendt som "computerens Model-T".
IBM 650 brugte decimal kodning af både adresser og data, med en såkaldt bi-quinær kodning af de decimale tal. Maskinen brugte en roterende, magnetisk tromle som lager.
IBM 650 var designet med henblik på eksisterende brugere af IBM's elektromekaniske hulkort-maskiner, således at brugere at såkaldte Calculating Punches (f.eks. IBM 604) kunne opgradere til en rigtig computer.

## Opbygning og funktioner
En IBM 650 bestod af tre kabinetter:
- Konsol-enhed (Type 650)
- Strøm-enhed (Type 655)
- Kort læser / hulkortsenhed (Type 533 eller Type 537)

Tilbehør til IBM 650 var bl.a.:
- Disk enhed (Type 355)
- Hulkort læser (Type 543)
- Hulkort skriver (Type 544)
- Kontrol enhed (Type 652)
- Magnetbånd enhed (Type 727)
- Auxiliary Unit (core lager) (Type 653)

Det roterende tromlelager gav adgang til 2000 ord, som hver bestod af et 10-cifret tal med fortegn. Lageret var ganske langsomt, da det krævede en hel rotation per læsning af et ord. Den gennemsnitlige tilgangstid var 2,5 ms. For at omgå dette anvendtes en "optimering" hvor programkode ikke stod sekventielt på tromlen, men i stedet var spredt med en afstand der passede til den forventede udførselstid for instruktionerne.
Tilbehørs-enheden Auxiliary Unit (Type 653) gav maskinen core lager, i alt 60 ord af 10 cifre, med en gennemsnitlige tilgangstid på 96 µs. Enheden gav endvidere maskinen tre index registre og en enhed til beregninger med flydende tal.

## Software
Der fandtes en oversætter til en version af FORTRAN (kaldet FORTRANSIT), og et assembler sprog kalder SOAP (Symbolic Optimized Assembler Program), og et programmeringssprog til erhvervsformål kaldet SPACE (Simplified Programming Anyone Can Enjoy).